# Ansambel Sredenšek
Ansambel Sredenšek je narodno-zabavni ansambel iz Slovenije.

## Zgodovina
Začetki ansambla Sredenšek segajo v leto 1984, ko sta ga brata Vlado in Jože Sredenšek ustanovila. Prvih dvanajst let dela je bilo izključno v tujini in sicer v Nemčiji, kjer je bil tudi uradni sedež ansambla.
Po prihodu v Slovenijo je ansambel ob 15. letnici izdal kaseto in zgoščenko z naslovom Muziko igramo, na kateri se nahajajo uspešnice kot so »Tista bela roža«, »Štajerc naš je Very Good«, »Srčece«, »Gremo na Triglav«, »Naj ta noč bo najina«...

## Repertoar
Repertoar ansambla je zelo raznolik, saj izvajajo od narodnozabavne glasbe, evergreenov  pa do moderne zabavne glasbe. Posebnost repertoarja predstavljajo znane Avsenikove melodije, ki jih ansambel izvaja s posebnim veseljem. Omeniti velja še avtorske skladbe, pri katerih sodelujejo priznani avtorji kot so Vlado Sredenšek, Marjan Stare, Ivan Sivec, Igor Podpečan, Matej Kovačič, Franc Žerdoner, Vera Šolinc, Jože Burnik, Anja Burnik, Branko Zupanc, in drugi.
Pri večini zabavnih avtorskih skladb in priredb pa kot avtor aranžmajev sodeluje tudi David Sredenšek, ki je obenem tudi tonski tehnik ter glasbeni producent v snemalnem studiu.
V zadnjih letih je ansambel aktiven tudi na festivalskem področju, saj so se že petič uvrstili v finale najbolj odmevnega narodnozabavnega festivala Slovenska polka in valček.
Skladba avtorja Igorja Podpečana z naslovom »Gremo na Triglav« v izvedbi ansambla Sredenšek je na jubilejnem desetem festivalu bila nagrajena z nagrado za najboljšo priredbo.

## Glasbeni festivali

### Slovenska polka in valček
- 2004: »Gremo na Triglav« (I. Podpečan)[1][2]

### Graška Gora poje in igra
- 2010: »Srečno pot šofer moj dragi« (J. Burnik / V. Šolinc / J. Burnik) – zlati pastirček, nagrada za najboljšo priredbo[3]

### Večer slovenskih viž v narečju
- 2013: »Na Peco«, skupaj z Zlato Martinc[4]

## Diskografija
Ansambel je v tujini izdal enajst kaset, štiri velike plošče in šest zgoščenk, v Sloveniji pa kasete:
- Smo vesele deklice (Založba kaset in plošč, Ljubljana, 1985),
- Srčece (RTV Maribor, Maribor, 1988),
- Bela roža (D&J Sredenšek, Velenje, 1994),
- Muziko igramo (Založba kaset in plošč, Ljubljana, 2000).

Ansambel je v Sloveniji posnel samostojno TV oddajo, štirikrat so nastopili na Alpskem večeru, bili so gostje narodnozabavne prireditve Marjanca ter petkrat nastopili v finalu festivala Slovenska polka in valček. Za oddajo Po domače so posneli več videospotov, nekajkrat so nastopili na oddajah Videomeh, Orfejeva parada, Šumijo gozdovi domači, Vsakdanjik in praznik, ...
Poleg omenjenih nastopov velja omeniti tudi televizijske nastope v tujini in sicer: trikrat na ZDF, dvakrat na ORF, za Tele UNO pa so posneli samostojno TV oddajo.
Skladbe iz zadnjih dveh kaset so izšle tudi na jubilejni zgoščenki z naslovom Muziko igramo.
Najbolj poznana melodija iz omenjenega CD-ja je prav gotovo »Bela roža«.

## Sestav
Ansambel sestavlja 7 glasbenikov:
- Silvo Režek – klaviature, harmonika, vokal
- Luka Vačkovnik – trobenta, vokal
- Janko Zacirkovnik – klarinet, saksofon, vokal
- Marko Zaveršnik – bariton, pozavna, električni bas, vokal
- Sebastjan Boljte – vokal
- Klaudija Felicijan – vokal
- Jože Sredenšek – kitara, vokal, vodja

V dvajsetih letih se je v ansamblu zvrstilo kar nekaj odličnih glasbenikov. Pravo posebnost v »oberkrain« muziki so predstavljale ravno pripadnice ženskega spola, ki so poleg Slovenije prihajale tudi iz tujine (Avstrija, Nemčija in Češka). Glasbeniki, ki so s svojim delovanjem v ansamblu dali dobro popotnico sedanjemu sestavu so bili sledeči:       
- bariton, bas: Vlado Sredenšek.
- harmonika: Robert Zupan, Matej Kovačič, Tomaž Cilenšek, Boris Rošker, David Sredenšek, Robert Goter, Jože Mandl, Andrej Gračnar
- trobenta: Andreja Maurer, Sabina Gal, Mateja Hribar, Franc Žugl, Andrej Zeme, Andrej Hudobreznik, Klemen Kladnik, Boštjan Cerar
- klarinet: Eva Krajnčan, Janette Hőfer, Gabi Benova, Bojan Zeme, Dušan Štriker.
- petje: Sonja Lukman, Vera Šolinc, Irena Vrčkovnik, Helena Viktorinova, Regina Jerman, Franci Vovk, Jasmina Mandl.